# Відув (Сілезьке воєводство)
Відув (пол. Widów) — село в Польщі, у гміні Рудзінець Гливицького повіту Сілезького воєводства.
Населення — 294 особи (2011).
У 1975—1998 роках село належало до Катовицького воєводства.

## Демографія
Демографічна структура станом на 31 березня 2011 року:
|          | Загалом | Допрацездатний вік | Працездатний вік | Постпрацездатний вік |
| -------- | ------- | ------------------ | ---------------- | -------------------- |
| Чоловіки | 137     | 24                 | 92               | 21                   |
| Жінки    | 157     | 29                 | 96               | 32                   |
| Разом    | 294     | 53                 | 188              | 53                   |